# Индонезийский мархаэнистский рабочий союз
Индонези́йский мархаэни́стский рабо́чий сою́з (индон. Persatuan Rakyat Marhaen Indonesia, Permai) — индонезийское общественное движение, которое действовало также как политическая партия и ассоциация верующих-абанган.

## История
Был основан 17 декабря 1945 года. Его лидером стал Мей Картавината (индон. Mei Kartawinata).
В своей деятельности союз руководствовался доктриной мархаэнизма, которая, согласно заявлениям членов союза, была разработана основателем ИМРС во время медитации. Организация выступала за «чистую родную веру», то есть доиндуистские и доисламские традиционные яванские верования, поддерживала индонезийский национализм и принципы Панча Сила. Также союз выступал против ислама, считая его чуждой религией, противоречащей яванской культуре и традициям. С другой стороны, в программе союза было много принципов, заимствованных из индуизма, хотя руководство союза выступало и против этой религии.
В феврале 1948 года было основано Революционное народное движение под руководством Тана Малака, ИМРС стал одним из его основателей.
Открытая антиисламская позиция ИМРС вызывала недовольство мусульманских партий и организаций. В 1954 году прошли массовые протесты против избрания лидером союза Мея Картавинаты, по некоторым данным, в них участвовало около полумиллиона человек. ИМРС не признавала религиозные обряды, свадьбы и похороны её члены проводили по древним яванским традициям. В ходе противостояния с мусульманскими организациями многие участники этих церемоний были похищены.
31 марта 1951 года ИМРС вступил в Консультативную группу политических партий.
ИМРС получил 149 287 голосов на парламентских выборах 1955 года (0,4 %) и одно место в парламенте, после выборов он вошёл в Национальную прогрессивную фракцию .. На выборах в Учредительное собрание партия получила 164 286 голосов (0,43 %) и два места.